# Karl Gustav Rümelin

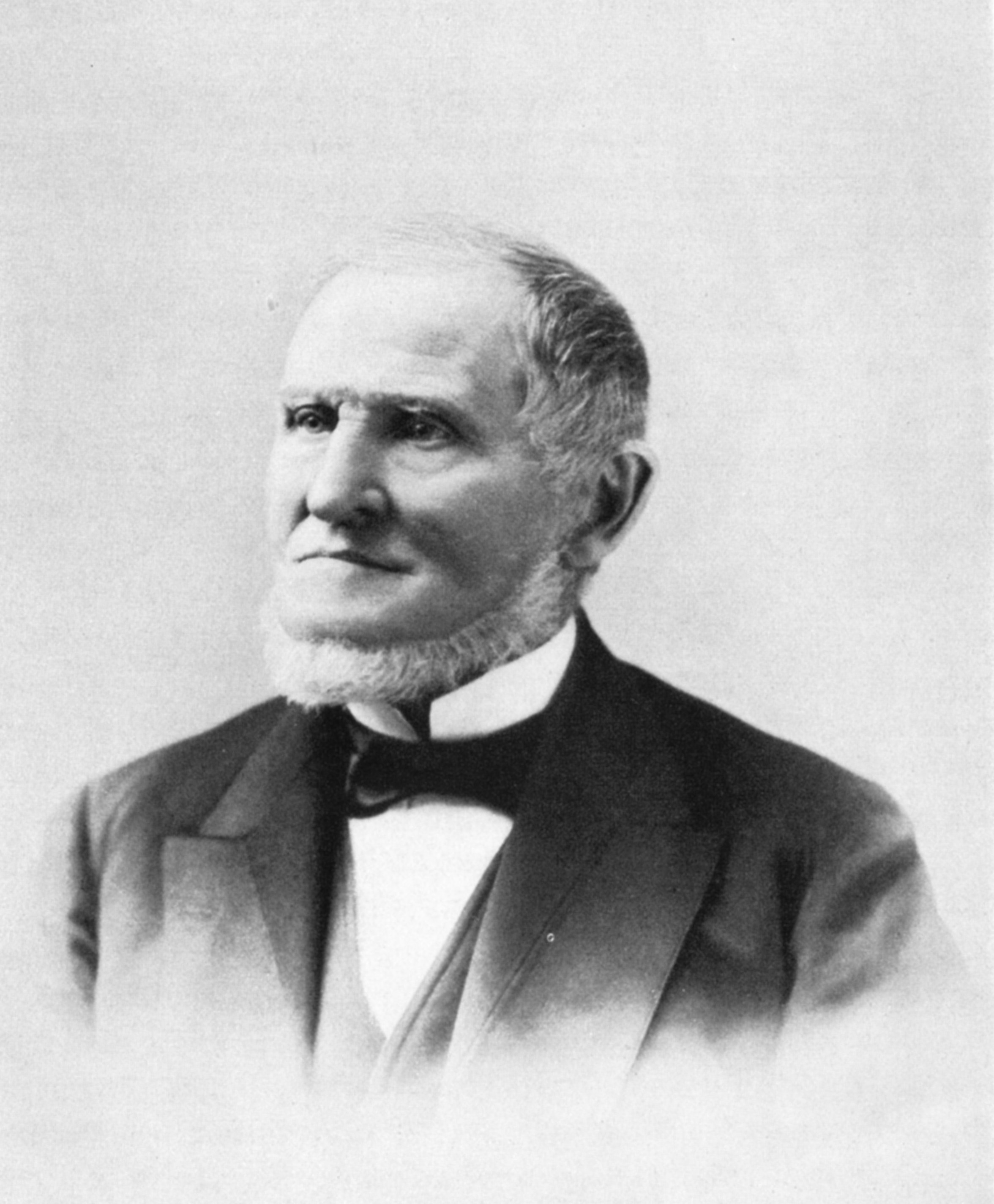
Karl Gustav Rümelin

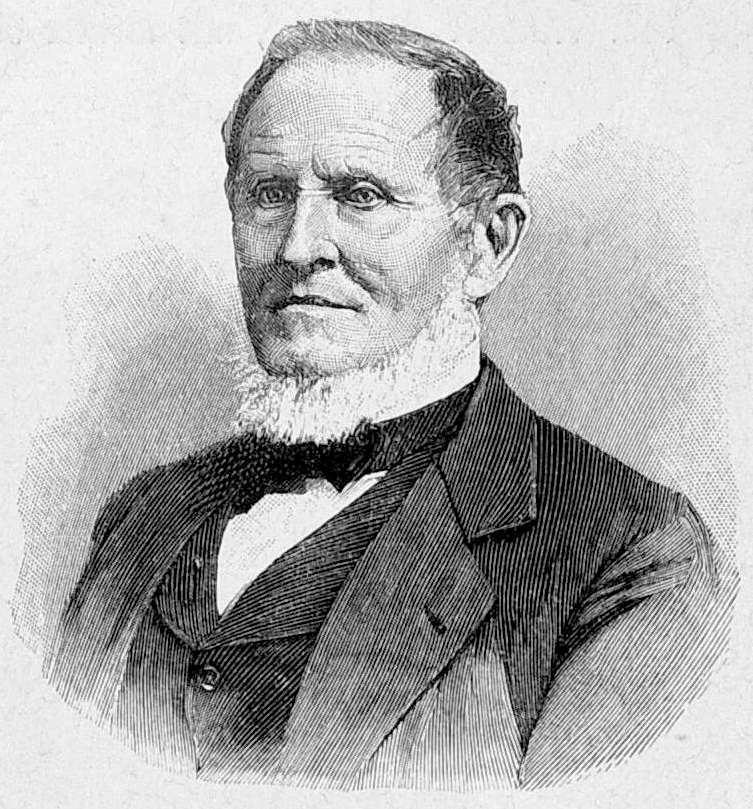
Karl Gustav Rümelin

Karl Gustav Rümelin (später Charles Reemelin; * 19. Mai 1814 in Heilbronn; † 16. Januar 1896 in Cincinnati, Ohio) war ein US-amerikanischer Politiker, Farmer, Schriftsteller, Rechtsanwalt und Versicherungskaufmann deutscher Herkunft.

## Leben
Karl Gustav Rümelin war der Sohn des „Spezereyhändlers“ Benjamin Rümelin. Er wanderte mit 18 Jahren in die Vereinigten Staaten aus. Mit der amerikanischen Brigg „Isabella“ kam er nach 87 Tagen in Philadelphia an.
Rümelin änderte nach seiner Auswanderung 1832 seinen Namen in Charles Reemelin. Er war Wegbereiter für Carl Schurz und politisch aktiv als Anhänger der Demokratischen Partei. Er wurde 1844 in das Repräsentantenhaus von Ohio gewählt, 1846 wurde er Mitglied des Senats von Ohio und 1850 Mitglied des Konvents für die neue Verfassung des Staates.

## Werke
- All Offersrated Treatise on Vineyards and Wine-Making 1855
- The Vine-dresser's Manual, 1859, New York, ISBN 1-55709-519-1[1]
- Important Correspondence Friendly Discussion of Party Politics in 1860-1, 1865
- The Wine-Maker's Manual, Robert Clarke & Co., 1868, ISBN 1-4995-4169-4
- Treatise on Politics as a Science, 1875
- A CRITICAL REVIEW OF AMERICAN POLITICS, University of Michigan, TRUBNER & CO, 1881, ISBN 1-4367-2363-9
- Historical Sketch of Greene [!] Township, Hamilton County, Ohio, 1882
- Charles Reemelin Family Papers, 1849–1973
- Speech of Chas. Reemelin, 1884
- Life of Charles Reemelin, In German: Carl Gustav Rümelin, 1814–1892 (Autobiographie); Cincinnati 1892